# Hinkley, Kalifornien

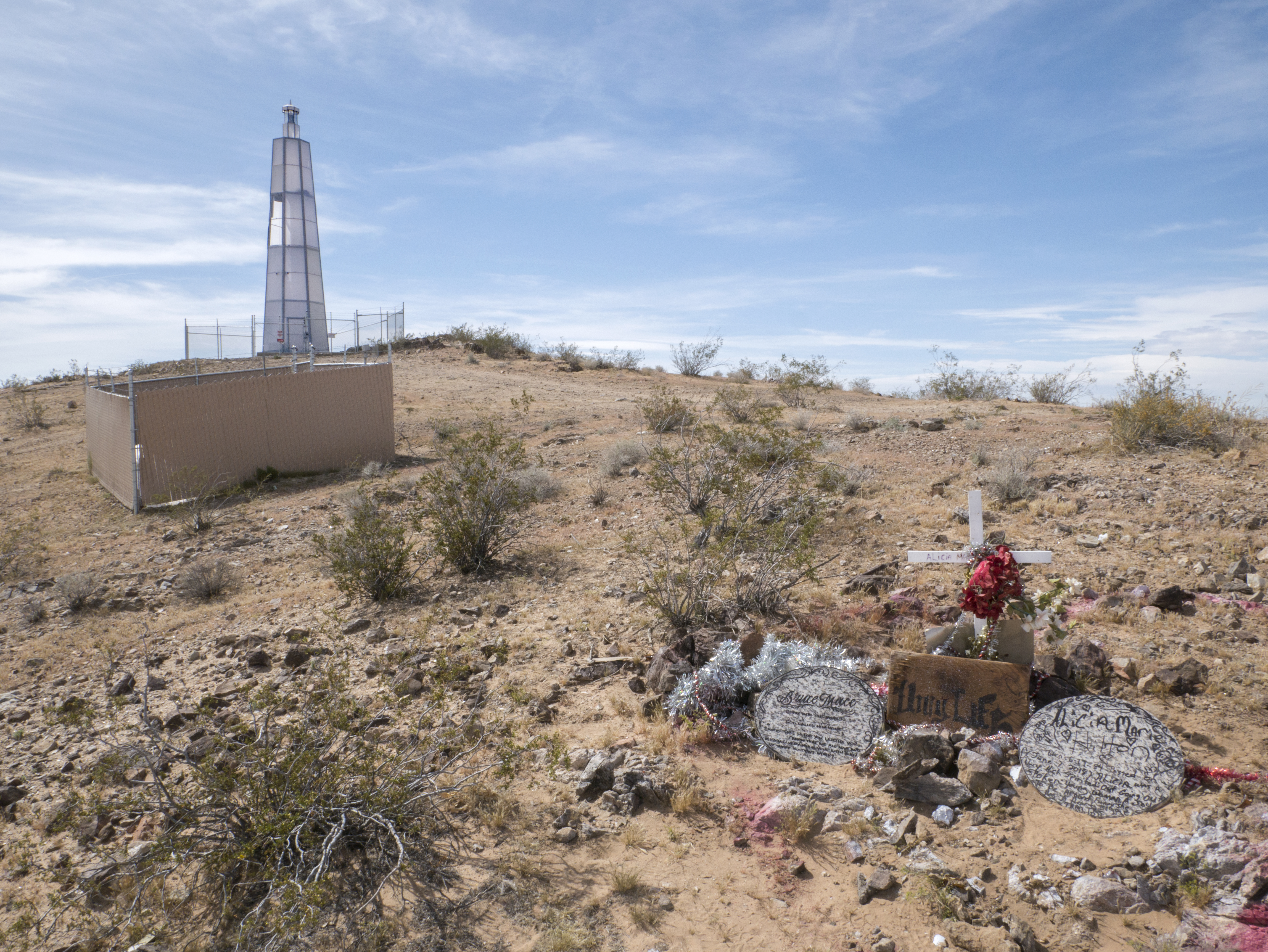
Desert Lighthouse, 2019

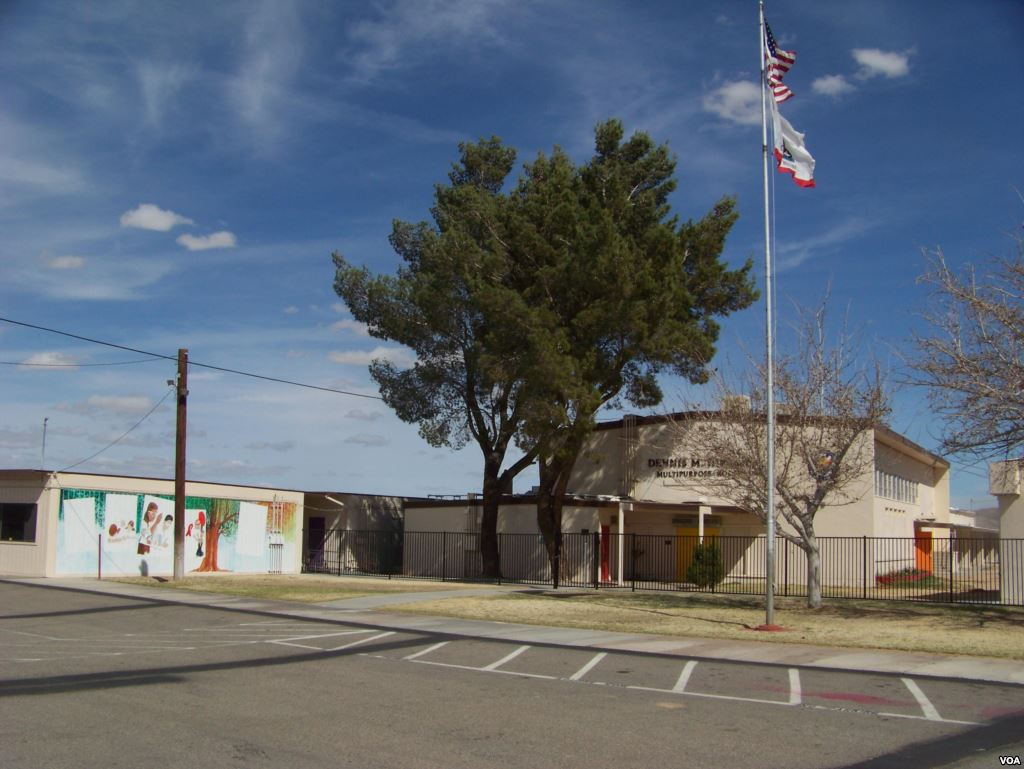
Hinkleys tidigare skola

Hinkley är en ort i Mojaveöknen, i San Bernardino County i Kalifornien i USA, 23 kilometer nordväst om Barstow, 95 kilometer öster om Mojave och 76 kilometer norr om Victorville.
Filmen Erin Brockovich är baserad på en verklig händelse i Hinkley, då ett energiföretag var ansvarigt för ett kemiutsläpp av sexvärt krom, som anses vara cancerframkallande. 

## Desert Lighthouse
Konstnären Daniel Hawkins har under en tioårsperiod arbetat med ett projekt att uppföra en drygt 15 meter hög, fungerande fyr på en kulle i utkanten av Hickley. Detta konstverk, Desert Lighthouse, invigdes 2017.